# Latasha Khan
Pour les articles homonymes, voir Khan (homonymie).
Latasha Khan née le 20 janvier 1973 à Seattle, est une joueuse professionnelle de squash représentant les États-Unis de squash. Elle atteint en janvier 2000 la 18e place mondiale sur le circuit international, son meilleur classement. Elle est championne des Etats-Unis à sept reprises entre 1998 et 2006.

## Biographie
Elle est issue d'un famille de joueurs de squash avec son père Yusuf Khan, cousin du légendaire Jahangir Khan et 10 fois champion d'Inde, qui émigre aux États-Unis en 1968. Sa sœur Shabana Khan est également joueuse professionnelle de squash,.

## Palmarès

### Titres
- Championnats des États-Unis de squash : 7 titres (1998, 2000, 2002-2006)

### Finales
- Windy City Open : 2008